# Patrizia Viotti
Patrizia Viotti (* 25. Juni 1950 in Rom; † 24. August 1994 ebenda) war eine italienische Schauspielerin.

## Leben
Patrizia Viotti, Schwester der Schauspielerin Piera Viotti, machte 1969 in einem Lokal die Bekanntschaft des populären Sängers Mal, mit dem sie eine pressebeachtete Beziehung führte. Sie arbeitete als Model und für Fotoromane und war mit Nacktaufnahmen in einigen Magazinen vertreten. 1971 drehte sie für Filippo Walter Ratti ihre ersten beiden Filme, in Erika gleich in der Titelrolle; bis Ende des folgenden Jahres erschienen vier weitere, in denen sie ihren Körper einzusetzen wusste. Nach der Trennung von Mal war auch bald ihre Karriere beendet; nur ein weiterer Auftritt (in einem deutschen Sexfilm) folgte. Mehr Schlagzeilen machte sie durch Verhaftungen wegen Führerscheinentzugs und Drogenmissbrauch; erstmals als Ehefrau des ehemaligen militanten Linken Claudio Biondi am 25. Juni 1975, danach erneut 1977 und 1980. Mehrere Male wurde sie kurzzeitig inhaftiert. Bereits 1994 starb Viotti.

## Filmografie (Auswahl)
- 1971: Erika
- 1974: Charlys Nichten